# تمپلهوف
تمپلهوف (به آلمانی: Berlin-Tempelhof) یک منطقهٔ مسکونی در آلمان است که در Tempelhof-Schöneberg واقع شده‌است. تمپلهوف ۵۴٬۳۸۲ نفر جمعیت دارد.

## خواهرخوانده
شهرهای منطقه بارنت لندن و نهاریا خواهرخوانده‌های تمپلهوف هستند.